# リジェ
オートモービルズ・リジェ（Automobiles Ligier、現リジェ・グループ）は、フランスの自動車メーカー。創業者はギ・リジェ。1976年から1996年までレーシングコンストラクター「エキープ・リジェ」（Équipe Ligier）としてF1にも参戦した。提携ブランドに「リジェ・オートモーティブ」がある。

## 概要

### 初期

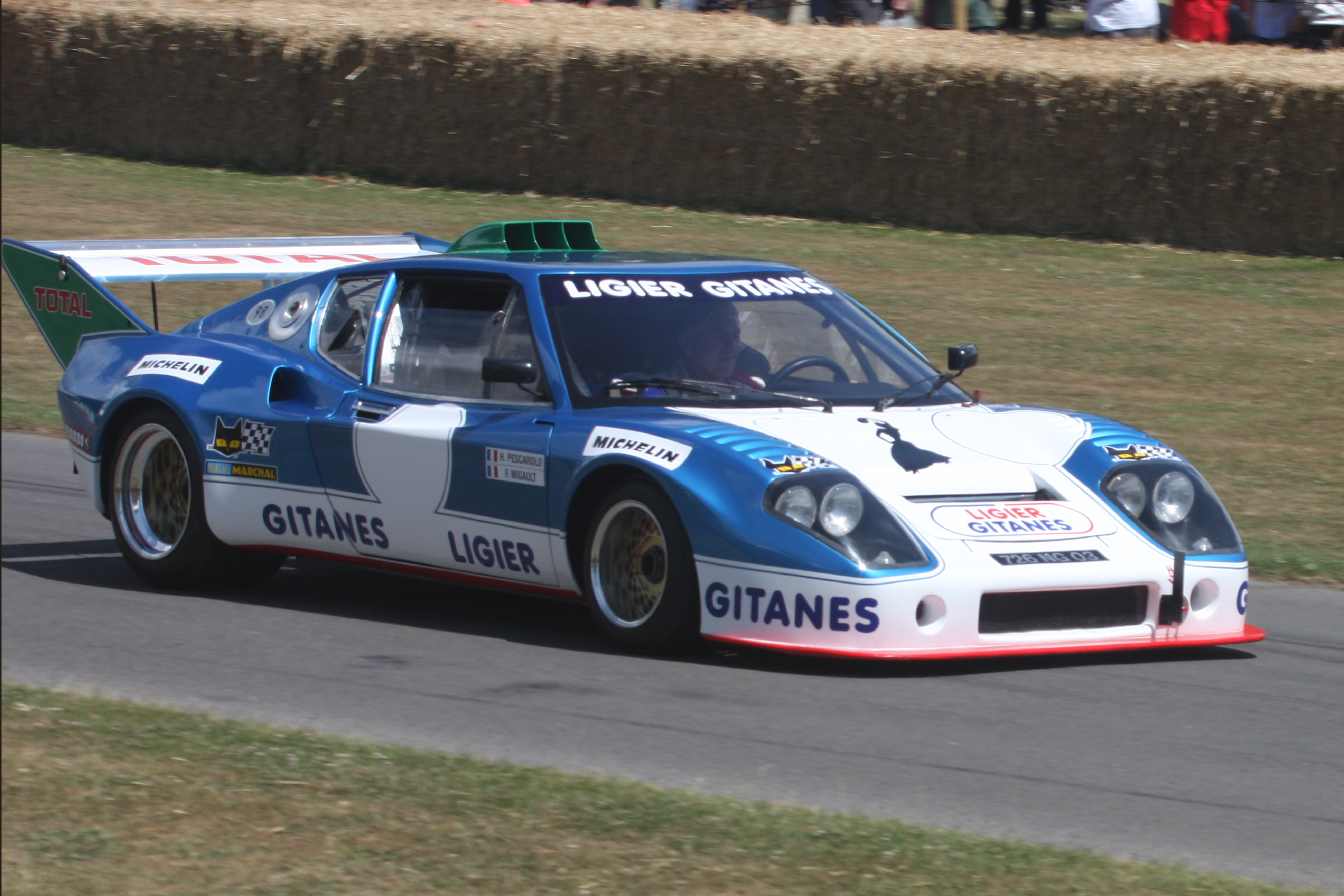
JS2

フランス人で国際代表ラガーマンであり、レーシングドライバーだったギ・リジェをオーナー兼チーム監督として創設されたチーム・自動車メーカー。リジェの自動車製造プロジェクトは1969年開始に向けて立ち上げられ、SERA-CDにいたエンジニアのミッシェル・テツが、友人のジョー・シュレッサーと共にリジェチームに実質的なチーム創設メンバーとして加わることが決まった。テツとギ・リジェは出身地も近かった。しかし、シュレッサーはホンダ・RA302でスポット参戦した1968年7月のF1フランスグランプリの事故により他界。以後、リジェで造られるマシンには彼のイニシャル『JS』が付けられることとなった。リジェはまだとても小さいチームだったが、イギリス人エンジニアのドン・フォスターなど情熱がある者が集まっていた。リジェはテツに研究、製図設計、風洞、各サプライヤーとの交渉などすべての管理を任せ、テツが書いた設計図を元にフォスターが素材を求め、立体化していった。F2や、スポーツカーレースに参戦するためのJS1が完成。F2用の小型4気筒フォード・FVAエンジンを搭載したJS1は、1969年10月のパリ・モーターショーで発表された。テツはリジェでの働きをアルファロメオに認められ、1972年半ばにリジェを巣立ち、アルファロメオのレース部門「アウトデルタ」へと移籍して行った。
リジェは、1971年から1975年にかけて、JS1から派生したGTカーの「JS2」を製作、ル・マン24時間レース参戦を念頭に製作された2人乗り仕様車の「JS3」と次々と発表し、1973年、1974年、1975年とル・マン24時間レースに出場した。

### F1
1976年からF1に参戦。当初はベテランのジャン・ピエール・ベルトワーズを起用する予定であったが、テストで、ジャック・ラフィットがベルトワーズを大きく上回るタイムで走ったことから、ラフィットをドライバーに据え、1カーエントリー体制で参戦初年度を迎えた
ギ・リジェは1981年から1995年までフランス大統領を務めたフランソワ・ミッテランと親交が深く（彼らの子供同士が結婚するほどで、親戚でもある）、オールフランスチームを標榜することでロトくじ（フランス宝くじ公団）（1992年からは「ロト・スポルティフ」）やジタン、マトラなどの国営企業からのスポンサーを獲得し、ルノーエンジンを得ることに成功する。
また後に、フランスグランプリの開催サーキットをポール・リカールからリジェのファクトリーのあるマニクールに1991年より変更させるなど政治力も強く発揮した。しかし潤沢な資金力と政治力を持ちながらマシン開発で失敗も多く、1986年までは表彰台を度々獲得し上位を走行したが、1987年以降は下位に沈み苦戦が多かった。

#### 1970年代
1976年
デビューマシンとなったJS5は、巨大なインダクションポッドを備えたマシンで「ティーポット」と揶揄された。その後、安全面で問題とされ、レギュレーションによって車高に制限がかけられ、インダクションポッドは縮小された。
1977年
JS5のシャシーを踏襲し空力を刷新したニューマシンJS7を開幕戦から投入。JS7はウイングやノーズ形状がフェラーリ・312T2に似ていたため、「ブルー・フェラーリ」と揶揄されたが、第8戦スウェーデンGPでラフィットのドライブによりF1初優勝を果たした。
1978年
シーズン前半は昨年型のJS7及び改良型であるJS7/9を使用し、第7戦スペインGPより新型のJS9を投入。この年は優勝はなかったものの、スペインGPでは3位、第11戦ドイツGPでも3位に入賞し、コンストラクターズランキング6位でシーズンを終えた。
1979年

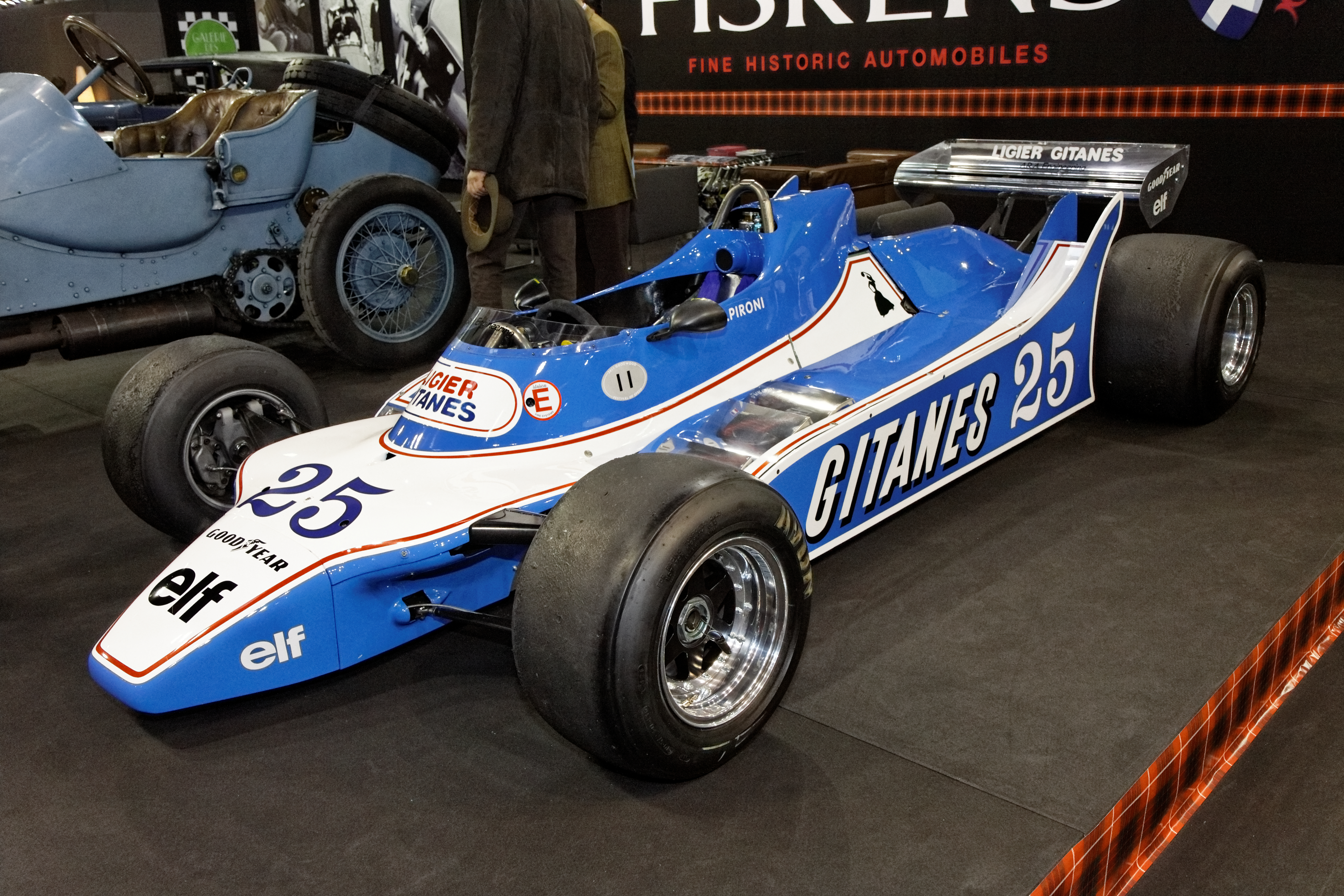
チーム歴代最多勝のグラウンド・エフェクト・カーのリジェ・JS11

参戦以来ラフィットの1台体制だったチームにパトリック・デパイユが加入し、2台エントリーとなる。またエンジンをマトラV12からDFVに変更し、グラウンド・エフェクト・カーのニューマシン・JS11は非常に高い戦闘力を発揮した。開幕2連勝を飾るなどこの年3勝（ラフィット2勝、デパイユ1勝）を挙げ、コンストラクターズランキングは3位を獲得。デパイユが怪我で離脱したシーズン後半はジャッキー・イクスがドライブした。

#### 1980年代
1980年
成功作であったJS11の改良型であるJS11/15を投入、これが功を奏して前年の好調を保ち、新たに加入したディディエ・ピローニとラフィットがそれぞれ1勝ずつを挙げた。最終的にコンストラクターズランキングは前年の3位から2位に上昇した。
1981年
タルボとの提携開始に伴い、エンジンをDFVからマトラV12エンジン（「マトラソプラノ」と言わしめるほど、そのエンジン音は賞賛されていた）に戻す。新車JS17でラフィットが2勝を挙げてランキング4位。しかし、シーズン途中にギ・リジェと仲違いを起こしたデザイナーのジェラール・ドゥカルージュがチームを離脱。この年を最後にチームの成績は低下していく。
1982年
シーズン当初は前年のマシンであるJS17及び改良型のJS17Bを使用し、第6戦モナコGPよりJS19を投入する。しかし期待の新マシンは信頼性が低くリタイアを繰り返し、遂に1勝も出来ずにコンストラクターズランキング8位に終わった。F1参戦開始から在籍していたラフィットはこの年をもってチームを去った。
1983年
マトラ（タルボ）の撤退により再びDFVエンジンを使用。フラットボトム規定に伴い各チームがデザインに試行錯誤している中、JS21というサイドポンツーンがほとんどないマシンを投入。これは冷却系パーツをリアタイヤ周辺に集中配置し荷重を増やすことでトラクションを得ようという意図があった。当時の同様のコンセプトのマシンとして、ドライバーズチャンピオンを獲得したブラバムのBT52が挙げられる。またサスペンションにはシトロエン製ハイドロニューマチックシステムを搭載するなど、非常に意欲的なマシンであったが、成果はまったく上がらずにF1参戦以来初となる年間ノーポイントに終わった。
1984年

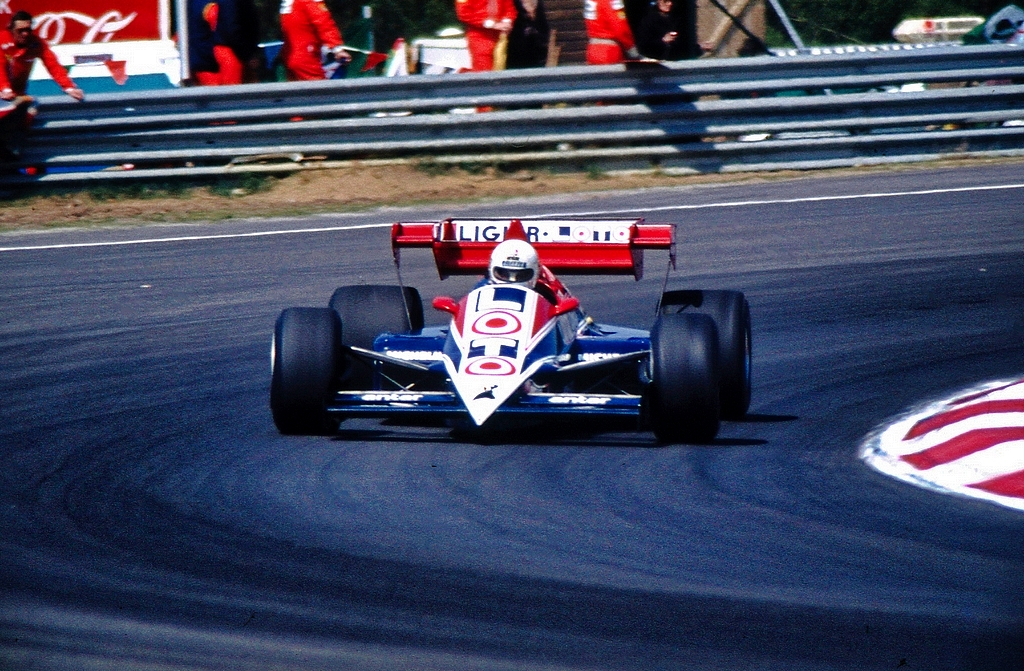
ルノーと初タッグを組んだターボエンジン搭載の JS23

ルノーV6ターボエンジンの獲得に成功する。しかし、JS23はエンジントラブル続きでリタイアが非常に多く、同年のルノーワークスチーム同様に芳しい成績を獲得することはできなかった。この年加入したアンドレア・デ・チェザリスは南アフリカGPで5位、サンマリノGPで6位に入りポイントを獲得するなど健闘をみせた。
シーズン終了後の同年末、ルノー・ワークスF1チームのマネージャーであるジェラール・ラルースがリジェへの移籍を決め、ラルースと共にルノーに在籍していたミッシェル・テツも13年ぶりにリジェに復帰することになった。
1985年
シーズン当初、スポンサーを獲得することができず苦しい開幕となった（ラフィットがウィリアムズより復帰し、イタリアの家電メーカー・Candyがスポンサーに付き、後半はジタンも戻ってきた）。新車JS25は、ミシュランの撤退に伴いピレリへタイヤを変更している。前年から所属し、時に速さを見せるが"壊し屋"の異名を持つデ・チェザリスのクラッシュが多く、第10戦オーストリアGPでの大クラッシュ（マシンがコース外の丘で横回転にて数回ころがり着地、デ・チェザリスは無傷でマシンは全損）が原因で次戦のオランダGPを最後に解雇、以降フィリップ・ストレイフが代わりに出場することになる。このように波乱の年ではあったが、第8-9戦はラフィット（この年ウィリアムズから復帰）が連続3位、最終戦ではラフィットが2位、ストレイフが3位とダブル表彰台を獲得した。
1986年
前年序盤にフェラーリを解雇されたルネ・アルヌーと契約。ラフィットとともにF1優勝経験のあるフランス人ドライバーを揃えた。ミシェル・テツが設計した新車JS27の出来も悪くなく、開幕戦で表彰台へ上がるなど前半戦は好調だったが、第9戦イギリスGPでラフィットがレース中にクラッシュ、足を骨折しF1からの引退を余儀なくされた後の後半戦は失速したが、コンストラクターズランキング5位を獲得。ラフィット離脱後の第10戦からはフィリップ・アリオーが出場した。
1987年

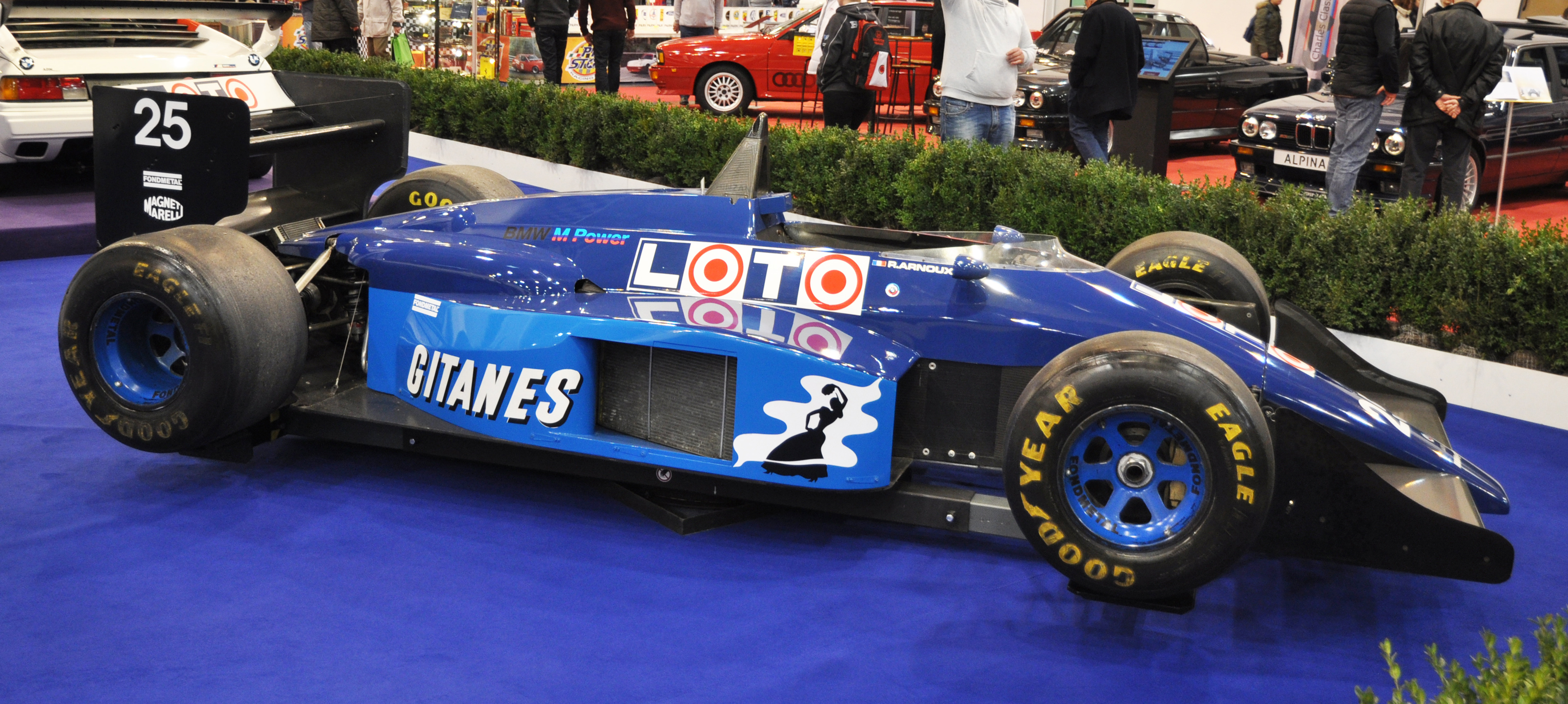
低迷期の始まりだった JS29

アルヌーのチームメイトにはピエルカルロ・ギンザーニが加入。新車JS29は、当初アルファロメオが新開発した直列4気筒ターボエンジンを搭載する予定であったが、開幕前のテストにてトラブルが続いたエンジンに不満が募ったアルヌーが、エンジンに対する暴言を吐いてしまう。その発言を理由にアルファロメオが突如契約を破棄してしまい、開幕直前に搭載するエンジンを失ったリジェは第1戦を欠場する事態に陥る。結局、BMWベースのメガトロン直列4気筒ターボエンジンを搭載したJS29Bにて第2戦より参戦した。同じ直列4気筒ターボではあるがメーカーが違うため、シャシーの改造も必須となり、結局この混乱のためにまともな成績を残すことができなかった。上位勢にリタイアが多かった第3戦ベルギーGPでアルヌーが6位に入り、かろうじてノーポイントは逃れた。
1988年
マクラーレンからステファン・ヨハンソンが移籍加入し、アルヌーと「元フェラーリコンビ」を組む。ミッシェル・テツらによるデザインのJS31は、ウィリアムズ、マーチと同じジャッドエンジンを搭載。V8エンジンの前後を挟むように燃料タンクを2分割配置するという意欲作であった。これは重量配分を適正化し、ハンドリングの安定と低重心による空気抵抗の減少を狙うという触れ込みであったが、排気量がターボ車よりも大きく、燃費の悪いジャッドエンジンのために大きな燃料タンクを効率良く収めるためのアイデアでもあった。しかし、この特殊なレイアウトのシャシーは剛性不足であり、コーナリング性能は著しく低いものであった。また当時のF1では斬新であったパワーステアリングを搭載したが、当時の装置は大きく重く、これもシャシーバランスの悪さの一因となったことから、ヨハンソン車では早々にパワーステアリングは取り外された。ドライバー2人とも度々予選落ちを喫するなど終始苦戦を強いられ、1983年以来の入賞ゼロ・年間ノーポイントという散々な成績に終わる。この成績に怒ったギ・リジェは、JS31を「クソ車」と罵り、デザイン責任者のテツを解雇するに至った（テツはラルースへの移籍を望んだが、リジェが移籍を認めず裁判となり、その期間エンジニアとして仕事が出来なくなった。テツのF1現場への復帰は約2年後となった）。
1989年
アルヌーは残留し、前年の国際F3000で2位と活躍したフランスの新人オリビエ・グルイヤールが加入。新車JS33は前年とは打って変わってコンサバティブな設計で、エンジンはコスワースDFRに変更し、雨のカナダGPではアルヌーが5位、フランスGPではグルイヤールが6位に入り、2年ぶりにポイントを獲得。しかし、2名合わせて予選落ち11回を数えるなど、成績は振るわなかった。また、モナコGPではアルヌーが周回遅れにもかかわらず上位陣をブロックしラインを譲らず、他チームから「走るシケイン」という悪評を買った。4年間チームを支えたアルヌーは、この年限りでF1から引退しスポーツカーレースへ転向すると表明した。

#### 1990年代
1990年
ドライバーはフィリップ・アリオーとニコラ・ラリーニ。マシンは前年のJS33を改良したJS33B・JS33Cを投入。前年と比較して完走率は高くなったが、決して速いマシンではなかった。ノーポイントが続いたため、シーズン後半戦からは予備予選の対象チームになった。ラリーニは終盤戦に入賞目前の7位完走（当時は6位までが入賞）を2回記録したが、チームは2年ぶりの年間ノーポイントに終わった。夏以後は前年よりミナルディで好走を見せていたピエルルイジ・マルティニに移籍獲得オファーを出していたが、ミナルディが翌年よりフェラーリエンジンを使えることになるためマルティニに断られた。シーズン終盤に1992年から3年契約でルノーV10エンジン（カスタマー仕様）の供給を受けることを発表した。
1991年
ラルースから契約を奪う形でランボルギーニV12エンジンを獲得。リジェは翌年からのルノーエンジン搭載が決まっているため、この1年間の繋ぎだけのためにラルースからエンジンを強奪する形となった。これはランボルギーニ・エンジンの年間契約料を前年までの倍額払うという契約でリジェがランボルギーニと合意したためで、このリジェによる高額での契約強奪の犠牲になったのはラルースだけではなくチーム・ロータスも同様であった。ドライバーはウィリアムズからティエリー・ブーツェンが移籍。もう一人は国際F3000でチャンピオンを獲得したフランス人・エリック・コマスと契約。翌年からのルノーエンジン搭載など、ギ・リジェのチーム再興への意欲が盛んであり、1981年中盤にチームを去っていたデザイナー・ジェラール・ドゥカルージュの復帰にも成功。しかし開幕戦に投入されたJS35は大柄なマシンで速さもなく「クジラ」と揶揄された。後にフランク・ダーニーによってスリム化された改良版「JS35B」を投入したが、前年のハンガリーGPで優勝もしている名手ブーツェンでも最高位は7位にとどまり、チームは結局2年連続となるノーポイントに終わり、非力なコスワースDFRV8エンジンを搭載したラルースにもコンストラクターズランキングは劣る結果となった。なお、同年秋からはベネトンに嫌気がさしていたネルソン・ピケがギ・リジェと2ヵ月あまり移籍交渉をしていたが、結局破談となりピケはそのままF1を去ることとなった。アラン・プロストもギ・リジェと交渉していたが、これはドライバーとしてだけではなくプロストがチームの買収を目指していたため難航。プロストによってリジェでのテスト走行まで行なわれたがこちらも結局破談し、プロストのドライバー兼任オーナーも幻となる。
1992年
待望のルノーV10エンジン（ルノーRS3B）を獲得して飛躍を期した年だったが、ドゥカルージュがデザインしたJS37には期待したような速さは無かった。2年目のコマスはカナダGPで6位、フランスGPで5位、ドイツGPで6位に入賞。ブーツェンとのチーム内での立場は逆転した。ベルギーGPからはRS3Cエンジンがリジェにも供給され、ブーツェンの予選順位も好転するが、結果的に最終戦オーストラリアGPでの5位がブーツェンのこの年唯一の入賞であった。同じルノーユーザーであるウィリアムズがチャンピオンを獲得したのとは対照的に、リジェは目立った成績を残せず、ついにギ・リジェのF1へのモチベーションは低下。シーズン終了後、マクラーレンのロン・デニスがルノーV10エンジン獲得のためにリジェの買収を試み、ギ・リジェとの交渉をしていたがこの件は破談し、かつてAGSの代表を務めた経験のあるシリル・ド・ルーブルにチームは売却された。
1993年

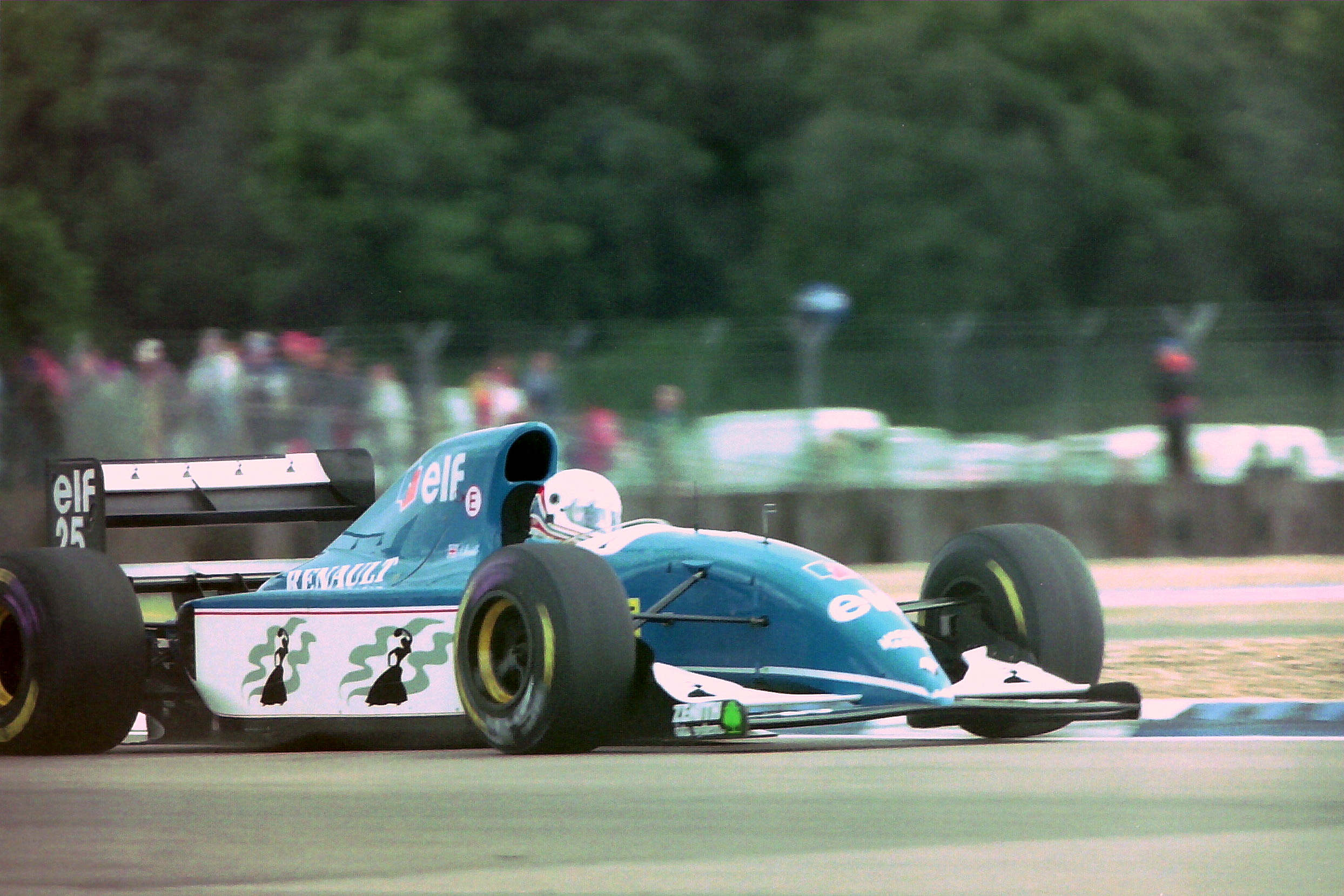
7年ぶりに表彰台を獲得した JS39

オーナー交代の影響が現れ、ドライバーの国籍にこだわらず、F1で実績を持つマーティン・ブランドルとマーク・ブランデルの二人のイギリス人ドライバーと契約。多数の国営企業に支えられる純フランスチームでありながらフランス人ドライバーを1人も起用しなかったのはこの年が唯一であり、リジェチームに対しフランス内部からの批判は絶えなかった。しかしドゥカルージュがデザインしたJS39は、カスタマー仕様ながらウィリアムズと同スペックのRS5エンジンを供給されたこともあり、開幕戦で3位表彰台を獲得する好スタート。実力ある両ドライバーの働きもあって4位のフェラーリにあと少しと迫るシーズン5位の好成績を挙げたが、サーキット外では、シーズン中にオーナーのド・ルーブルが横領容疑で逮捕されてしまった。シーズン終盤の日本GPとオーストラリアGPの2戦では、ブランドルのマシンのみジタン煙草のパッケージデザインをモチーフにした「アートカラー」にカラーリングを変更して出走した。
1994年
前年にド・ルーブルが逮捕された影響で、チームスタッフから離脱者が出て新車の開発ができず、前年のマシンを僅かにマイナーチェンジしたJS39Bが使用された。前年リザーブドライバーだったエリック・ベルナールが正ドライバーに昇格しF1に復帰、新人のオリビエ・パニス（前年度F3000チャンピオン）とフランス人コンビを組んだ。前半戦から完走率は高いがポイントには届かないレースが続き、モナコGP前にチームはベネトンの責任者であるフラビオ・ブリアトーレに売却され、チームの指揮はチェーザレ・フィオリオに任された他、フランク・ダーニーも復帰するなどチーム内部は激変した。ブリアトーレ（=ベネトン）がリジェを買ったのは、リジェの有するルノーV10エンジンをベネトンのものにしたいという目的であり、翌1995年に「ベネトン・ルノー」が実現された。スタート直後に約半数がリタイヤしたドイツGPでは、混乱をすり抜けたパニスが2位、ベルナールが3位とダブル表彰台を獲得する活躍。ヘレスでのヨーロッパGP直前には資金難のロータスからジョニー・ハーバートの契約をブリアトーレが買取り、ハーバートがリジェに加入。この1戦のみでブリアトーレはハーバートをベネトンへと移籍させたため、新人のフランク・ラゴルスがリジェからF1デビューするなど、ブリアトーレがオーナーとなったリジェはベネトンのセカンドチーム的存在となった。翌年からのルノーV10エンジンの使用権がベネトンに渡ったため、リジェはこの年限りでルノーエンジンを失うことが確定。このようなチーム内のドタバタがありながらマシンの信頼性は抜群で、パニスは16戦14完走と安定感を見せ好評価を得たとともに、前記のドイツGPでの活躍もありランキングは6位になった。
1995年

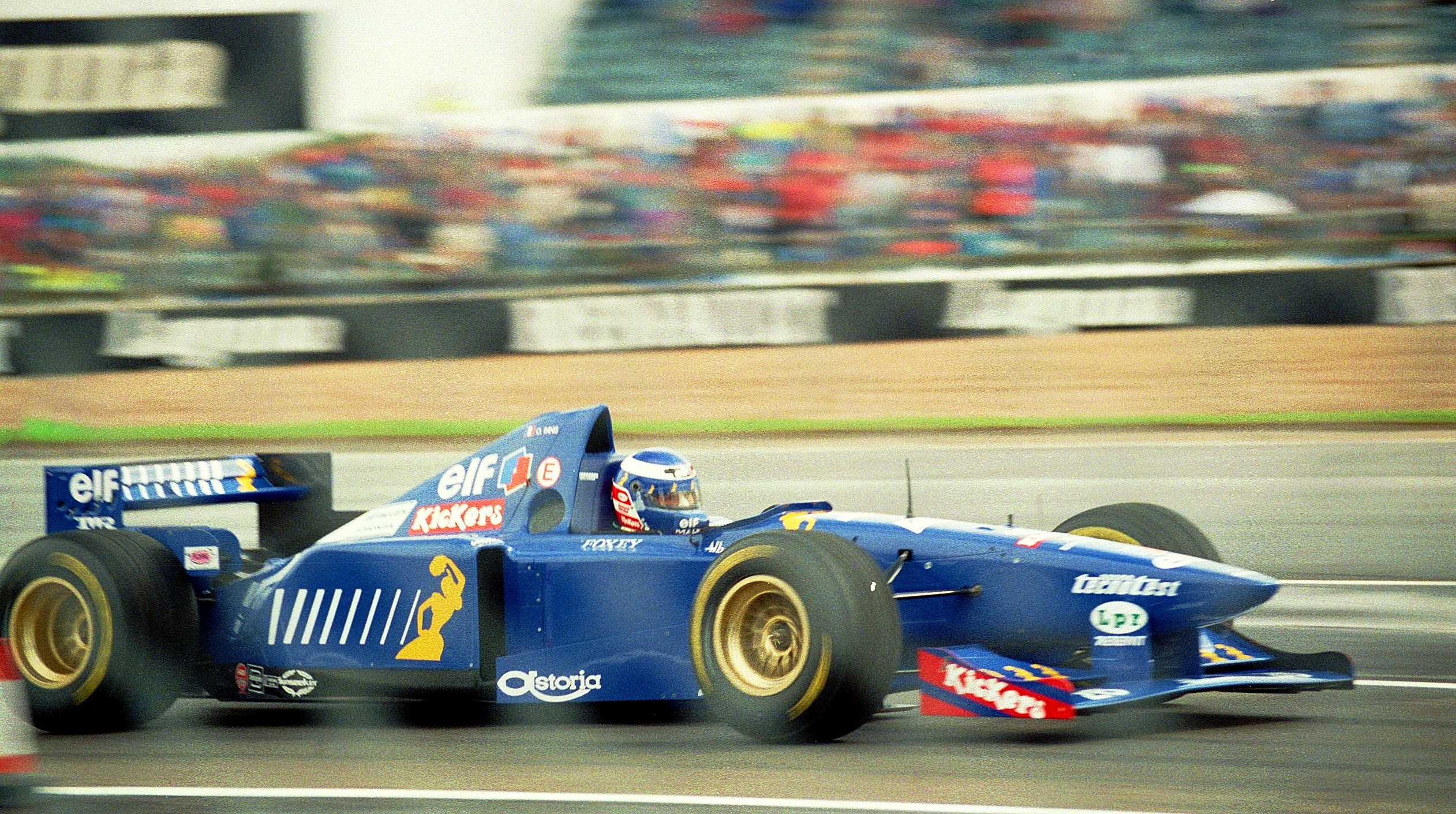
無限エンジンを搭載したチーム初のハイノーズ型マシン JS41

前年限りでベネトンを離脱したトム・ウォーキンショーが、リジェの株式の50%を購入しブリアトーレとともにリジェの共同オーナーに就任。ニューマシンJS41は、ベネトン・B195に細部まで形状が酷似していた。当時レギュレーションでは他チームによる同一マシンの使用は禁止されていたが、両チームはデザイナー移籍による偶然の一致だと主張した。エンジンはミナルディとの争奪戦の末に無限ホンダエンジンを獲得。ドライバーはパニスが残留し、チームメイトは無限の推する鈴木亜久里がフル参戦のはずだったが、ウォーキンショーは子飼いのブランドルとの併用を宣言。当初はブランドルと亜久里が半々との発表だったが、結果的にはブランドルが11戦、亜久里は6戦という変則的な参戦となった。この年はブランドルがベルギーGPで無限エンジン初の表彰台を獲得。パニスも最終戦オーストラリアGPで2位に入るなどしばしば速さを見せランキングは5位。亜久里はドイツGPで自身久々の入賞となる6位となるが、日本GPでは予選でクラッシュしドクターストップとなったため決勝は出走できず、結果的にこの日本GPの予選が亜久里にとって最後のF1参戦となった。
1996年

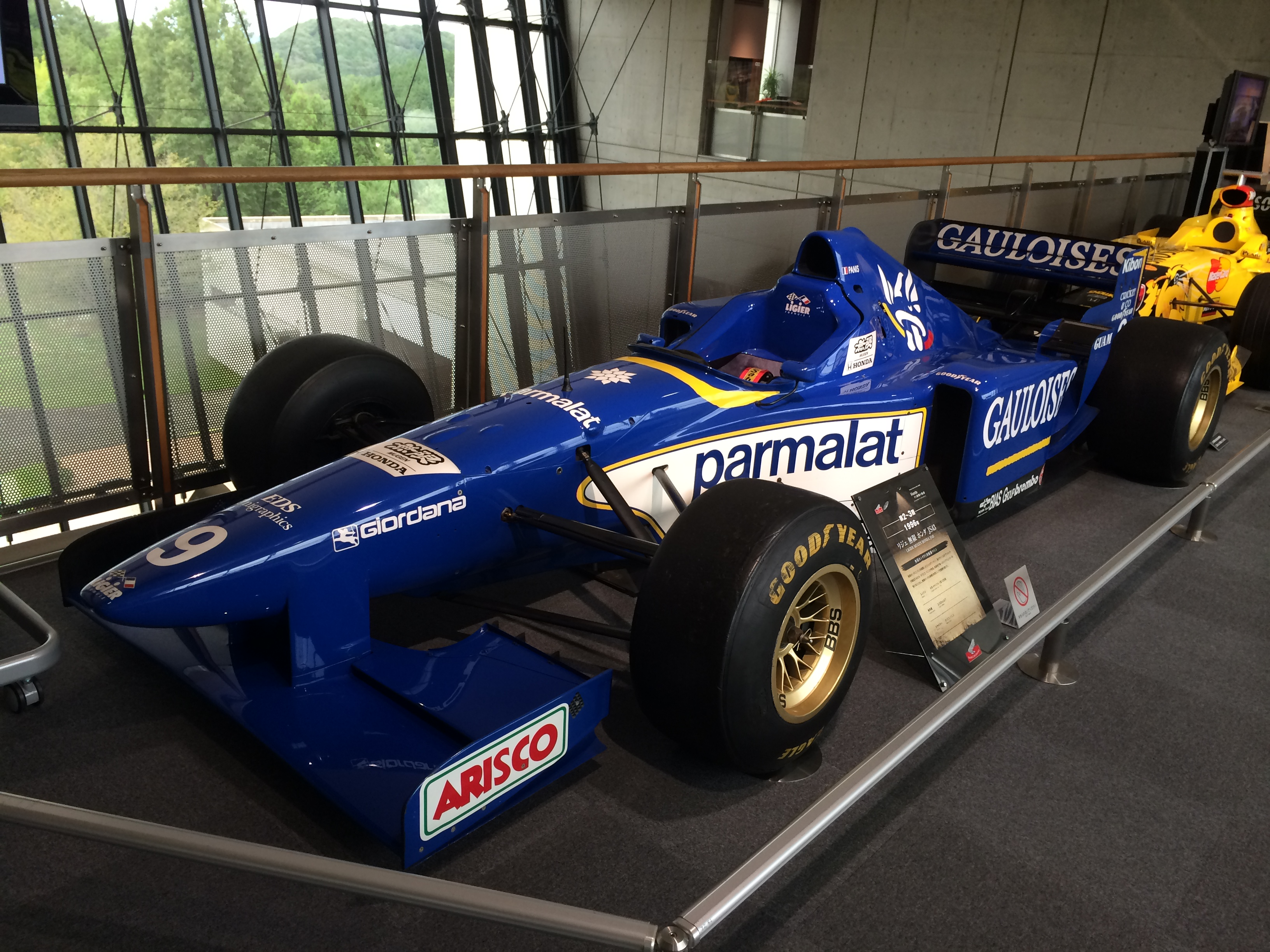
15年ぶりに優勝したチーム最後のマシン JS43

ウォーキンショーはチームの完全買収を狙い、前年途中でマネージャーのフィオリオを解雇したほか、フランス人スタッフを大量に解雇しイギリス人スタッフを大量に採用した。これが創始者のギ・リジェやフランスのスポンサーのみならず、フランス政府の逆鱗に触れた。ウォーキンショーはリジェ買収を諦めて株式をブリアトーレに返却しアロウズ買収に舵を切る。その際にダーニーや主要スタッフ、自身が持ち込んだスポンサーも連れて去って行った。ジタンに替わりメインスポンサーになったゴロワーズやエルフなどのフランス企業がスポンサー額を大幅に縮小したため、チームは資金難に陥った。エースとして残留したパニスのチームメイトには、1000万ドルのスポンサーを持つペドロ・ディニスを起用し、そのスポンサーマネーに頼らなくてはならない財政状態となった。よって新車の開発は進まず、JS43は実質前年の改修型であった。それでもモナコGPでは雨の中、パニスが快走し優勝を果たす。リジェにとって1981年カナダGP以来、15年ぶりとなる勝利（通算9勝目）であったが、結果的にこれがリジェにとって最後の勝利となった（パニスと無限ホンダにとってはF1初勝利）。スポンサー持込の面ばかりが話題となっていたディニスも健闘を見せ、ドイツGPでは予選でパニスを破ったほか、2度の入賞を果たし評価を上げた。

#### 消滅へ
1996年限りでのディニスの離脱は決まっていたが、パニスは残留し、無限ホンダとのエンジン供給契約も更新。無限の推する中野信治の加入も発表され、ブリヂストンタイヤの使用も濃厚と報道されるなど、1997年に向けてリジェは注目されていた。しかし1996年末にブリアトーレはアラン・プロストにチームの全株式を売却し、翌年よりプロスト・グランプリと改称されることになった。これによりF1からリジェの名は消滅した。

### F1撤退後
2004年末にF3マシン開発、2005年からのカスタマー供給を発表していたものの、その後マシンが公の場に出ることはなかった。しかし後にアマチュア向けカテゴリーのグループCN用スポーツプロトタイプカーを開発、供給した。また、FIA 世界耐久選手権やル・マン24時間レース等で戦っているオーク・レーシングのコンストラクター部門であるオンローク・オートモーティヴと提携を結び、ル・マン・プロトタイプ (LMP2)用レースカー「リジェ・JS P2」が2014年のル・マン24時間レースでデビューし、久しぶりにリジェの名前が戻ってきた。2017年には後継マシン「リジェ・JS P217」が制作された。

## 主なF1所属ドライバー
創設当初から1996年までほぼ一貫してフランス人ドライバーを採用し続けており、フランス人コンビ（もしくはフランス人ドライバーによる1カーエントリー）で開幕を迎えた年は参戦した21年中で実に10回に及ぶ。開幕当初から「外国人」コンビとなった例はともにイギリス人ドライバーのマーティン・ブランドル、マーク・ブランデルを起用した1993年のみであり、この年だけはシーズン中1戦もフランス人を起用しなかった（補欠ドライバーとしてエリック・ベルナールが所属してはいた）。
- ジャック・ラフィット (1976 - 1982年、1985 - 1986年) - 6勝
- ジャン＝ピエール・ジャリエ (1977年、1981年、1983年)
- パトリック・デパイユ (1979年) - 1勝
- ジャッキー・イクス (1979年)
- ディディエ・ピローニ (1980年) - 1勝
- ジャン＝ピエール・ジャブイーユ (1981年)
- パトリック・タンベイ (1981年)
- エディ・チーバー (1982年)
- ラウル・ボーセル (1983年)
- フランソワ・エスノー (1984年)
- アンドレア・デ・チェザリス (1984 - 1985年)
- フィリップ・ストレイフ (1985年)
- ルネ・アルヌー (1986 - 1989年)
- フィリップ・アリオー (1986年、1990年)
- ピエルカルロ・ギンザーニ (1987年)
- ステファン・ヨハンソン (1988年)
- オリビエ・グルイヤール (1989年)
- ニコラ・ラリーニ (1990年)
- ティエリー・ブーツェン (1991 - 1992年)
- エリック・コマス (1991 - 1992年)
- マーティン・ブランドル (1993年、1995年)
- マーク・ブランデル (1993年)
- エリック・ベルナール (1994年)
- オリビエ・パニス (1994 - 1996年) - 1勝
- ジョニー・ハーバート(1994年　スペイングランプリのみ)
- フランク・ラゴルス(1994年　日本グランプリ、オーストラリアグランプリのみ)
- 鈴木亜久里 (1995年　6戦のみ)
- ペドロ・ディニス (1996年)

## JSの由来
リジェのF1カーの形式番号に付けられるJSは、ギ・リジェの親友で1968年フランスグランプリで事故死したフランス人F1ドライバー、ジョー・シュレッサー（Jo Schlesser、同じくレーシングドライバーのジャン＝ルイ・シュレッサーの叔父）の頭文字に由来する。シュレッサーは翌1969年からリジェの一員となる事が決まっていた。
シュレッサーが最後となったレースで乗っていたマシンはホンダであり（搭乗した車はホンダ・RA302）、リジェ最後の年で最後の優勝を記録した1996年（モナコグランプリ、オリビエ・パニス）、翌年JSの名前を最後に冠したJS43、どちらも搭載エンジンは（無限）ホンダであり、奇妙なめぐりあわせともなった。
また、ジョー・シュレッサー、ジャン＝ルイ・シュレッサーとホンダの奇妙なめぐりあわせはほかにもある。1988年のF1世界選手権、ホンダエンジンを搭載したマクラーレン・MP4/4は16戦15勝（アイルトン・セナ8勝、アラン・プロスト7勝）の成績で、セナはドライバーズ・チャンピオン、マクラーレンはコンストラクターズ・チャンピオンを獲得したが、唯一落としたのはイタリアGP。セナはアクシデントでリタイアしたが、その相手はウィリアムズ・FW12を駆るジャン＝ルイ・シュレッサーだった。

## 変遷表(F1)
| 年     | エントリー名                              | 車体型番      | タイヤ | エンジン                              | 燃料・オイル                  | ドライバー                                                                                          | ランキング | ポイント | 優勝数 |
| ------ | ----------------------------------------- | ------------- | ------ | ------------------------------------- | ----------------------------- | --------------------------------------------------------------------------------------------------- | ---------- | -------- | ------ |
| 1976年 | リジェ・ジタン                            | JS5           | G      | マトラMS73 (3.0L V12)                 | シェル                        | ジャック・ラフィット                                                                                | 5          | 20       | 0      |
| 1977年 | リジェ・ジタン                            | JS7           | G      | マトラMS76                            | シェル                        | ジャック・ラフィット ジャン＝ピエール・ジャリエ                                                     | 8          | 18       | 1      |
| 1978年 | リジェ・ジタン                            | JS7,JS7/9 JS9 | G      | マトラMS76,MS78                       | エルフ                        | ジャック・ラフィット                                                                                | 6          | 19       | 0      |
| 1979年 | リジェ・ジタン                            | JS11          | G      | フォードDFV (3.0L V8)                 | エルフ                        | ジャック・ラフィット パトリック・デパイユ ジャッキー・イクス                                        | 3          | 61       | 3      |
| 1980年 | リジェ・ジタン                            | JS11/15       | G      | フォードDFV                           | エルフ                        | ジャック・ラフィット ディディエ・ピローニ                                                           | 2          | 66       | 2      |
| 1981年 | エキップ・タルボ・ジタン                  | JS17          | M      | マトラMS81 (3.0L V12)                 | エルフ                        | ジャック・ラフィット ジャン＝ピエール・ジャリエ ジャン＝ピエール・ジャブイーユ パトリック・タンベイ | 4          | 44       | 2      |
| 1982年 | エキップ・タルボ・ジタン                  | JS17B JS19    | M      | マトラMS81                            | エルフ                        | ジャック・ラフィット エディ・チーバー                                                               | 8          | 20       | 0      |
| 1983年 | リジェ・ジタン                            | JS21          | M      | フォードDFV                           | エルフ                        | ジャン＝ピエール・ジャリエ ラウル・ボーセル                                                         | NC         | 0        | 0      |
| 1984年 | リジェ・ロト                              | JS23          | M      | ルノーEF4 (1.5L V6ターボ)             | アンタル                      | アンドレア・デ・チェザリス フランソワ・エスノー                                                     | 10         | 3        | 0      |
| 1985年 | エキップ・リジェ エキップ・リジェ・ジタン | JS25          | P      | ルノーEF4B                            | アンタル                      | ジャック・ラフィット アンドレア・デ・チェザリス フィリップ・ストレイフ                              | 6          | 23       | 0      |
| 1986年 | エキップ・リジェ                          | JS27          | P      | ルノーEF15B,EF15C                     | エルフ                        | ジャック・ラフィット ルネ・アルヌー フィリップ・アリオー                                            | 5          | 29       | 0      |
| 1987年 | リジェ・ロト                              | JS29B,JS29C   | G      | メガトロン(BMW)M12/13 (1.5L L4ターボ) | カストロール ウィンターシャル | ルネ・アルヌー ピエルカルロ・ギンザーニ                                                             | 11         | 1        | 0      |
| 1988年 | リジェ・ロト                              | JS31          | G      | ジャッドCV (3.5L V8)                  | バルボリン                    | ルネ・アルヌー ステファン・ヨハンソン                                                               | NC         | 0        | 0      |
| 1989年 | リジェ・ロト                              | JS33          | G      | フォードDFR (3.5L V8)                 | アンター                      | ルネ・アルヌー オリビエ・グルイヤール                                                               | 13         | 3        | 0      |
| 1990年 | エキップ・リジェ・ジタン                  | JS33B,JS33C   | G      | フォードDFR                           | エルフ                        | フィリップ・アリオー ニコラ・ラリーニ                                                               | NC         | 0        | 0      |
| 1991年 | エキップ・リジェ・ジタン                  | JS35,JS35B    | G      | ランボルギーニ3512EVO3 (3.5L V12)     | エルフ                        | ティエリー・ブーツェン エリック・コマス                                                             | NC         | 0        | 0      |
| 1992年 | リジェ・ジタン・ブロンド                  | JS37          | G      | ルノーRS3B (3.5L V10)                 | エルフ                        | ティエリー・ブーツェン エリック・コマス                                                             | 7          | 6        | 0      |
| 1993年 | リジェ・ジタン・ブロンド                  | JS39          | G      | ルノーRS5                             | エルフ                        | マーティン・ブランドル マーク・ブランデル                                                           | 5          | 23       | 0      |
| 1994年 | リジェ・ジタン・ブロンド                  | JS39B         | G      | ルノーRS6                             | エルフ                        | オリビエ・パニス エリック・ベルナール ジョニー・ハーバート フランク・ラゴルス                       | 6          | 13       | 0      |
| 1995年 | リジェ・ジタン・ブロンド                  | JS41          | G      | 無限MF301H (3.0L V10)                 | エルフ                        | オリビエ・パニス 鈴木亜久里 マーティン・ブランドル                                                  | 5          | 24       | 0      |
| 1996年 | リジェ・ゴロワーズ・ブロンド              | JS43          | G      | 無限MF301HA                           | エルフ                        | オリビエ・パニス ペドロ・ディニス                                                                   | 6          | 15       | 1      |

*斜体になっているドライバーはスポット参戦など

## F1車両ギャラリー

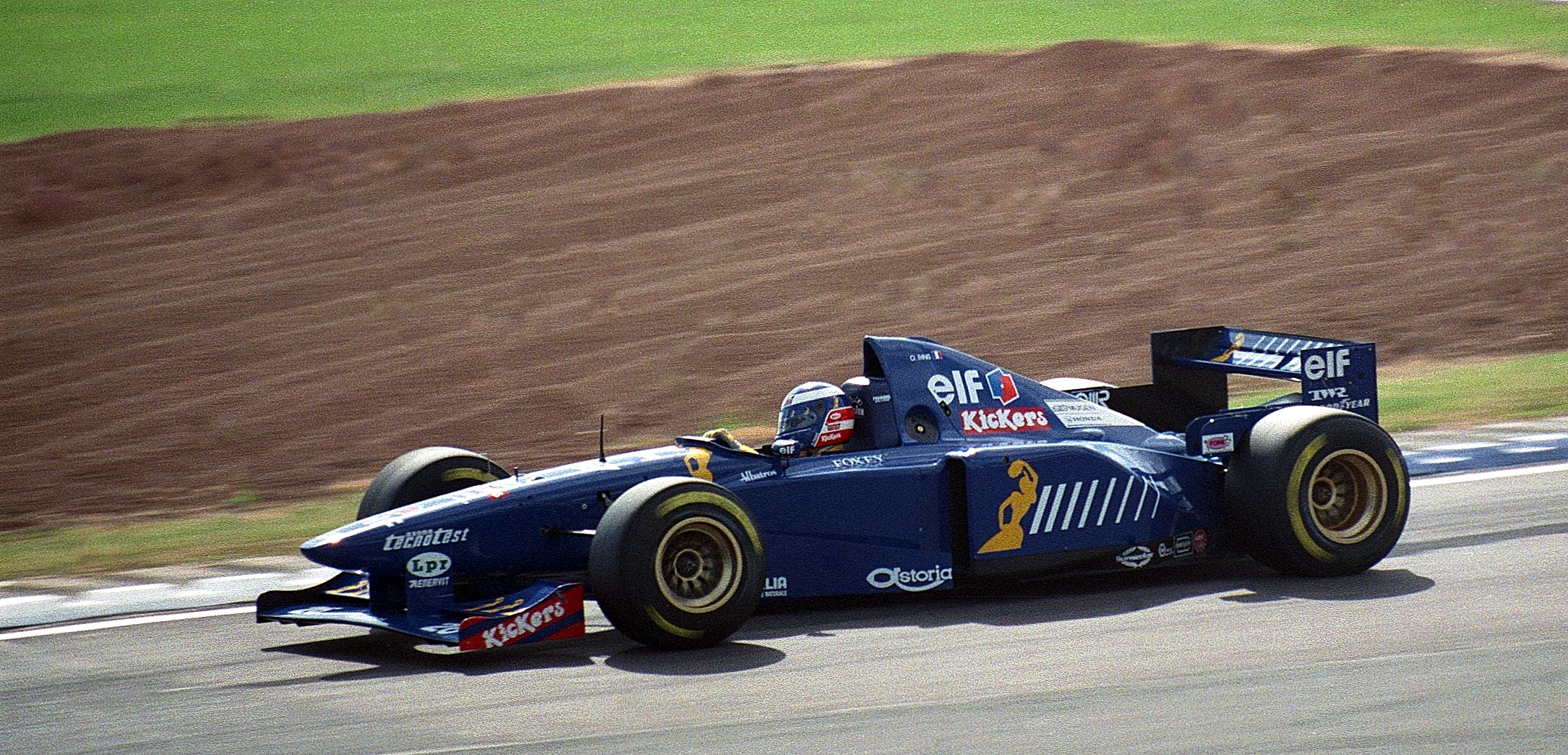
JS41 無限ホンダ
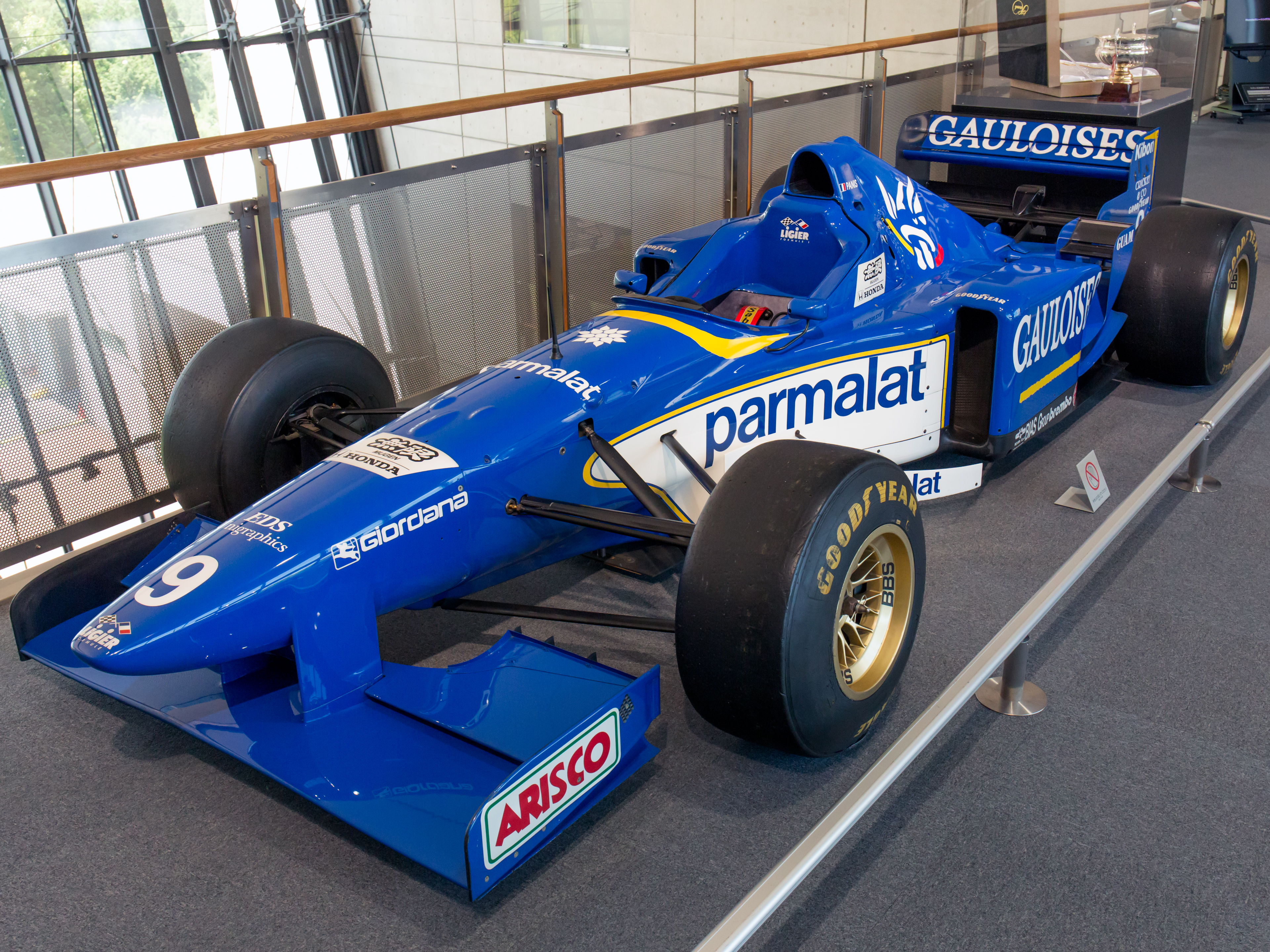
JS43 無限ホンダ

- スポーツカーノーズ型（1976年）

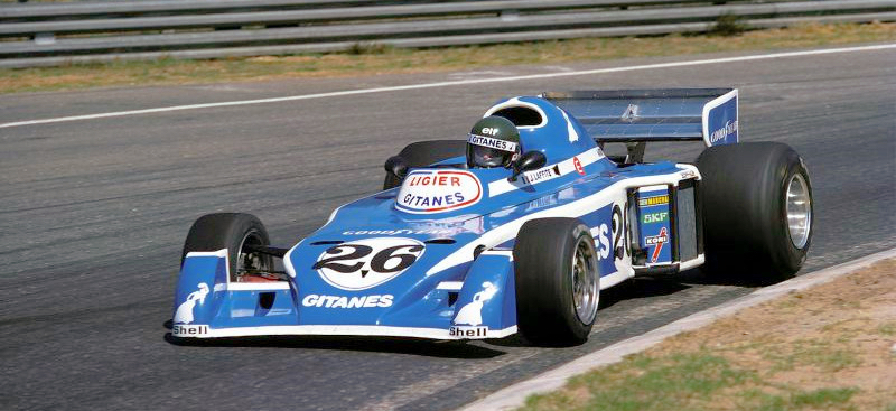
JS5 マトラ

- グラウンド・エフェクト型（1979年 - 1982年）

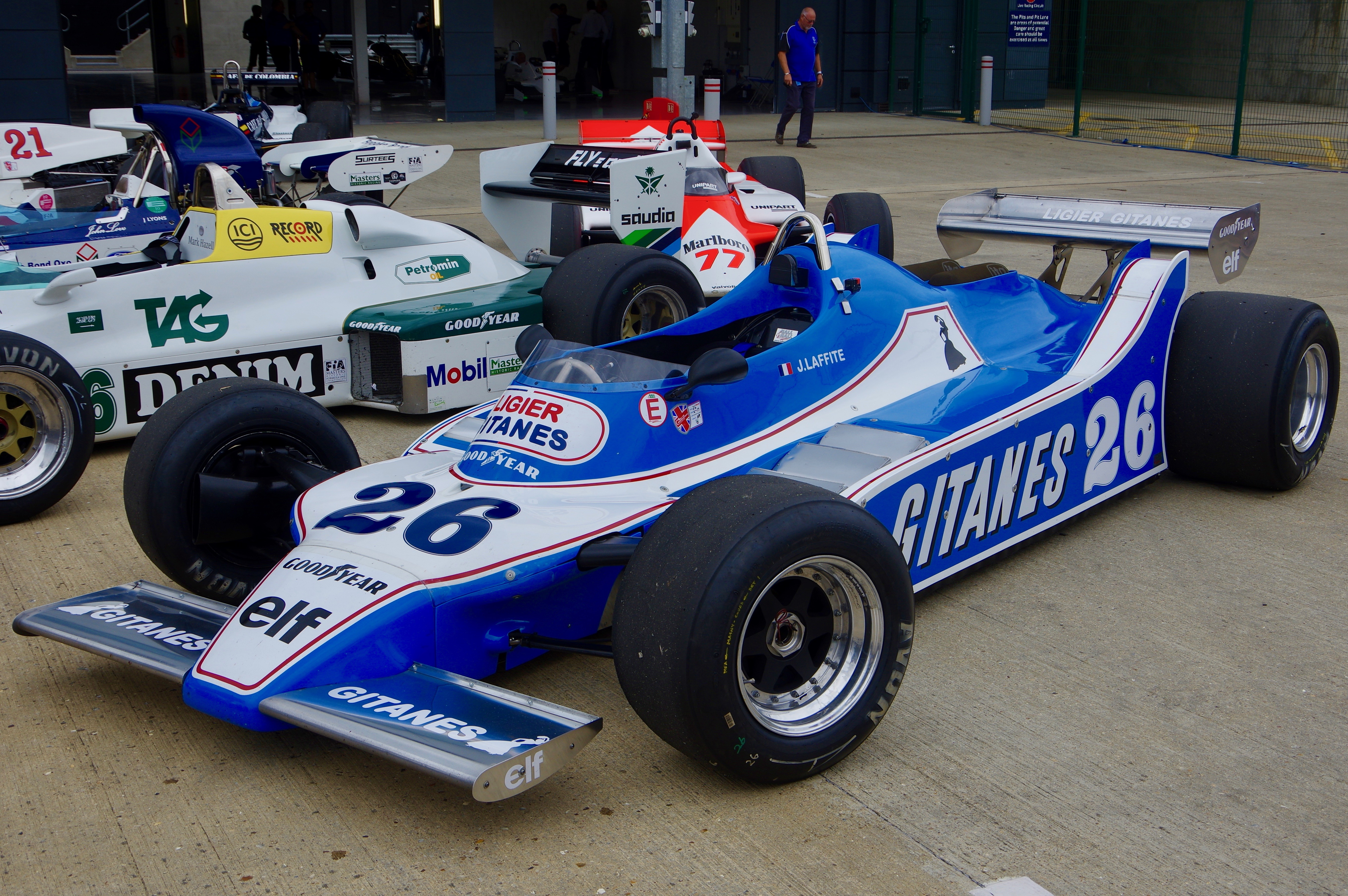
JS11 フォード
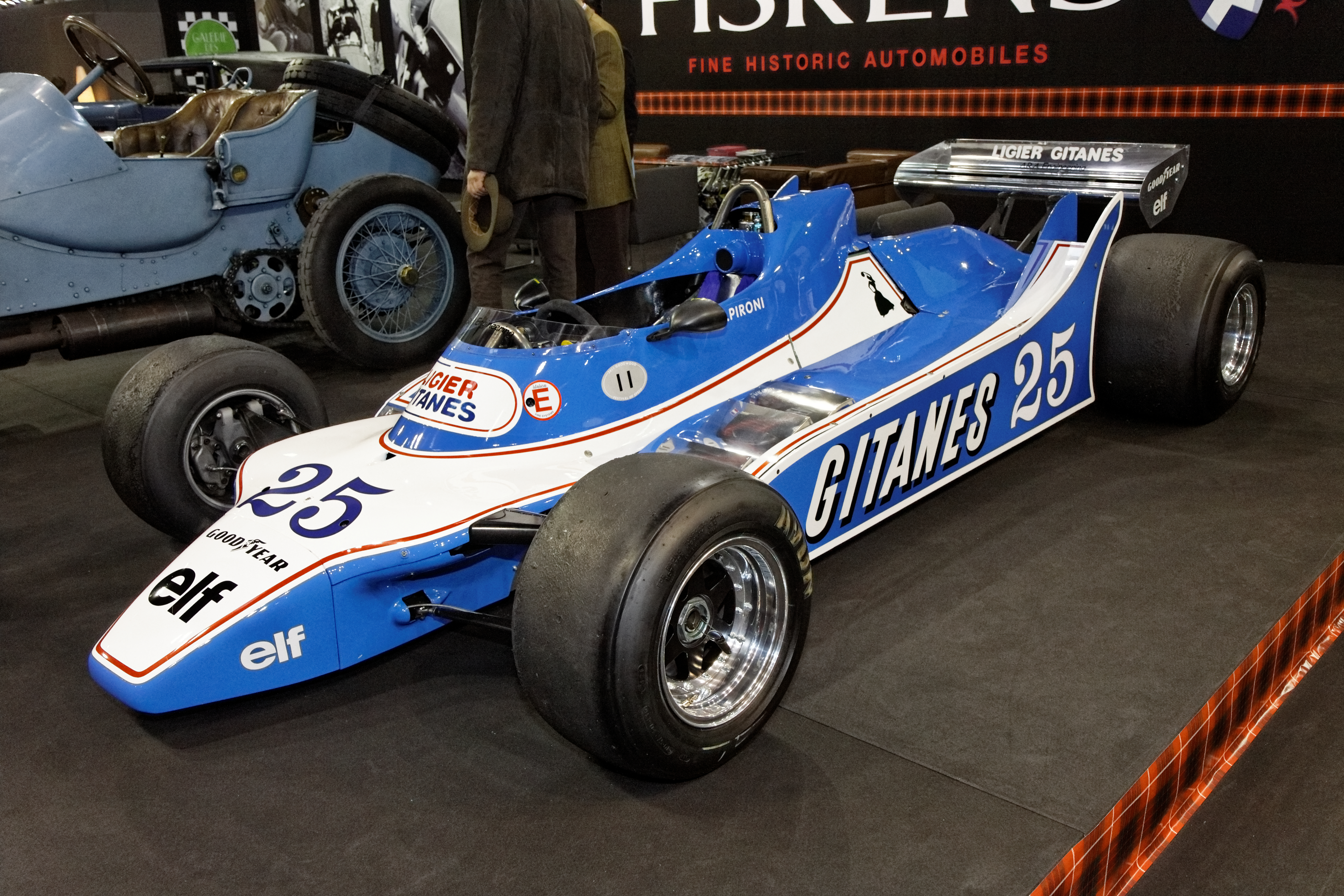
JS11/15 フォード
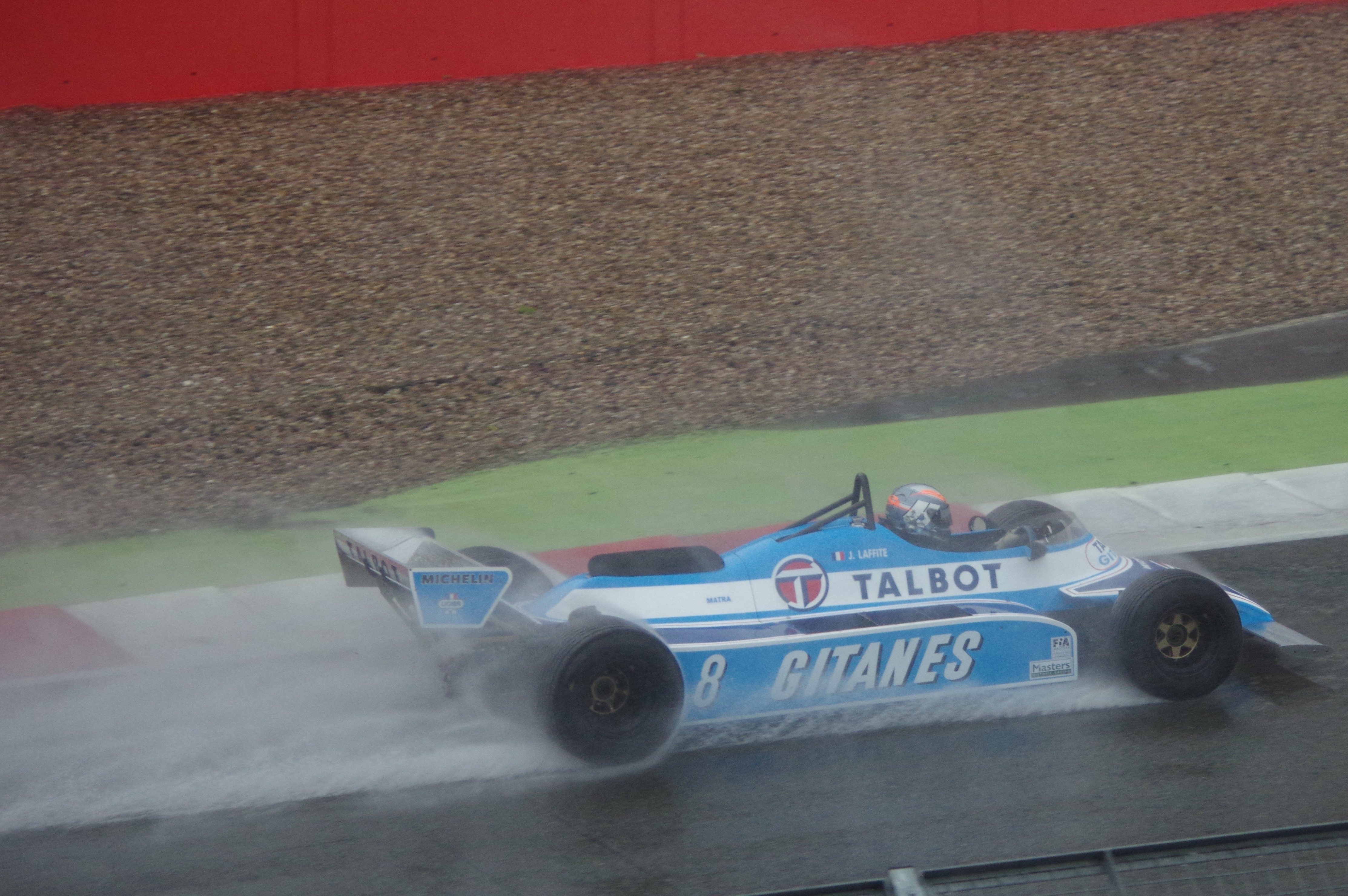
JS17 マトラ
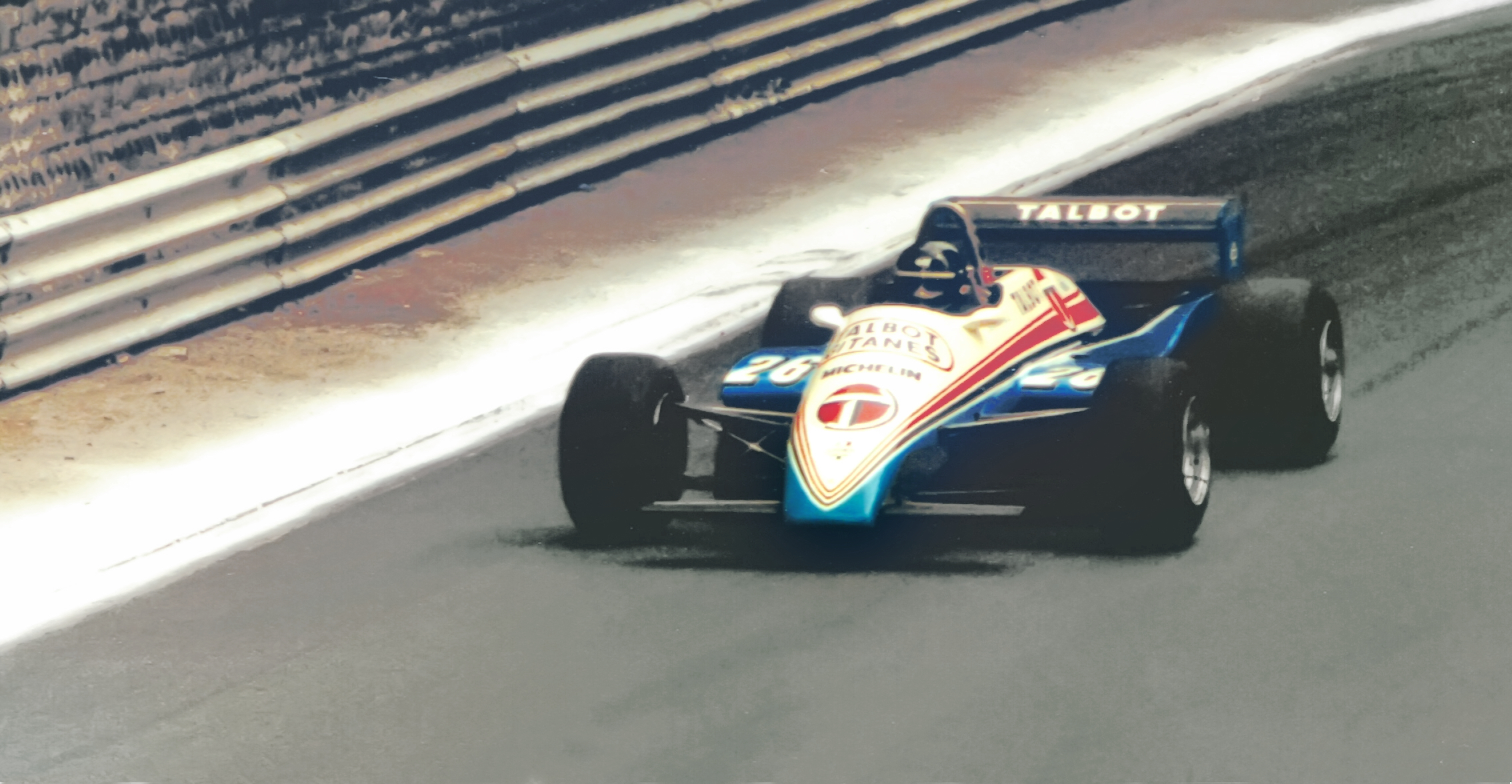
JS19 マトラ

- ウイングノーズ型（1977年 - 1978年、1983年 - 1994年）

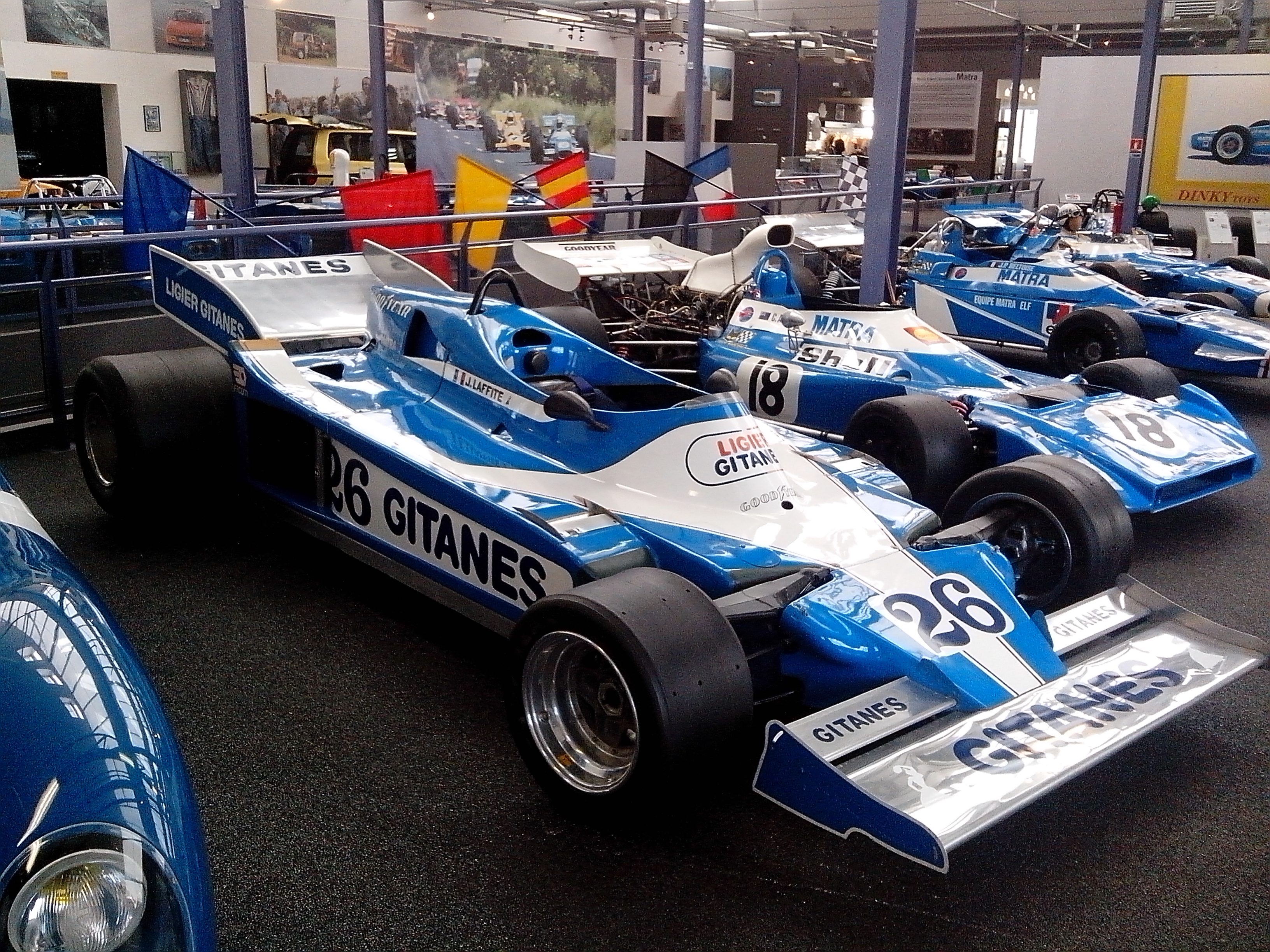
JS9 マトラ
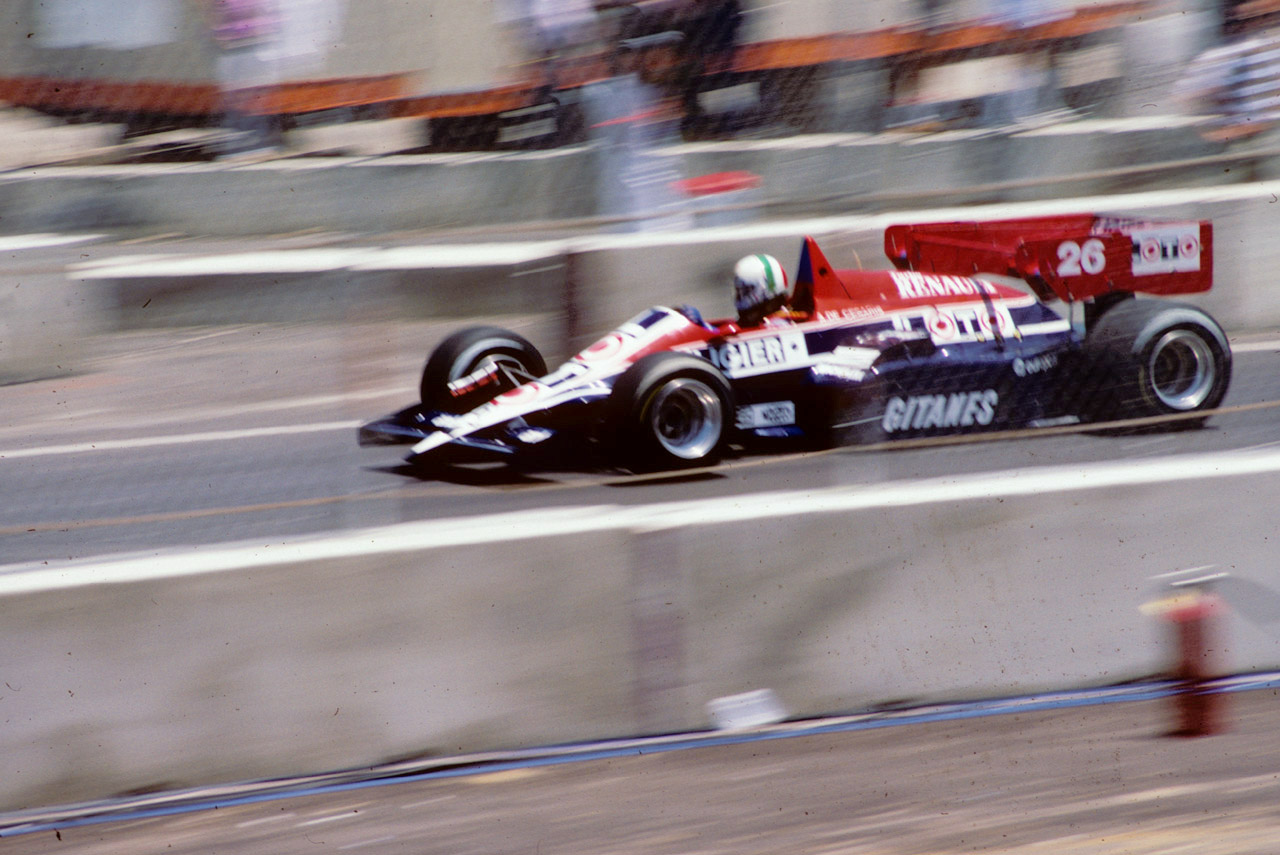
JS23 ルノー
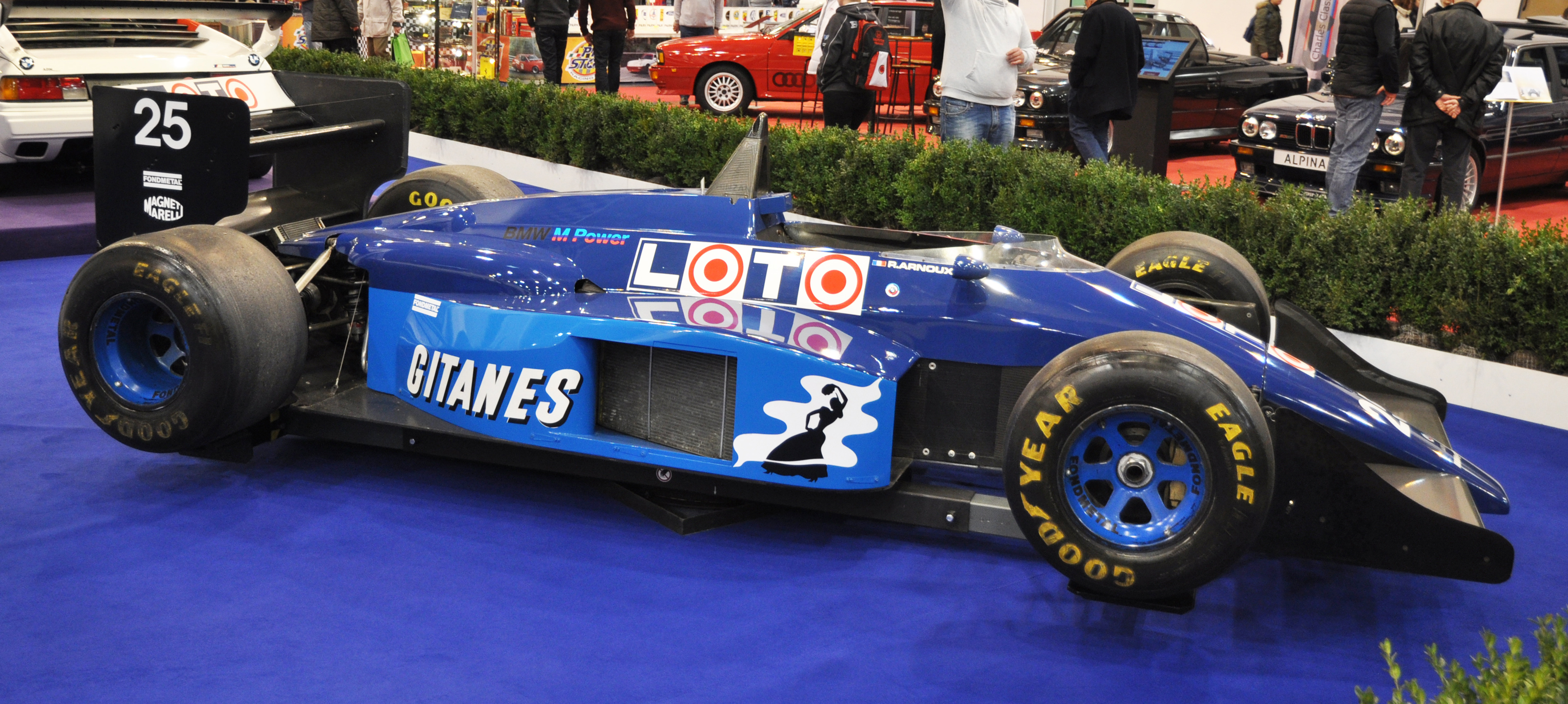
JS29 メガトロン
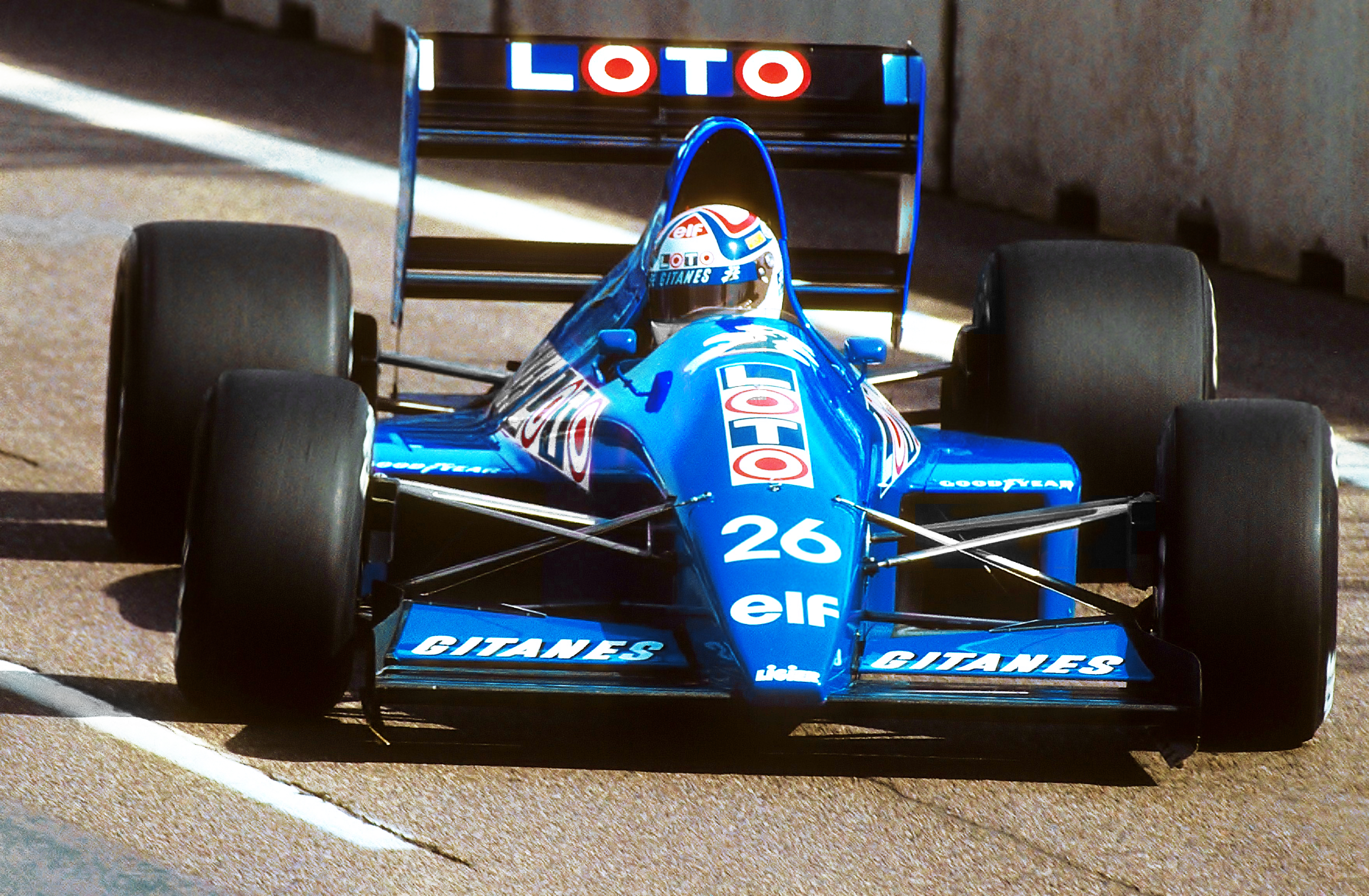
JS33 フォード
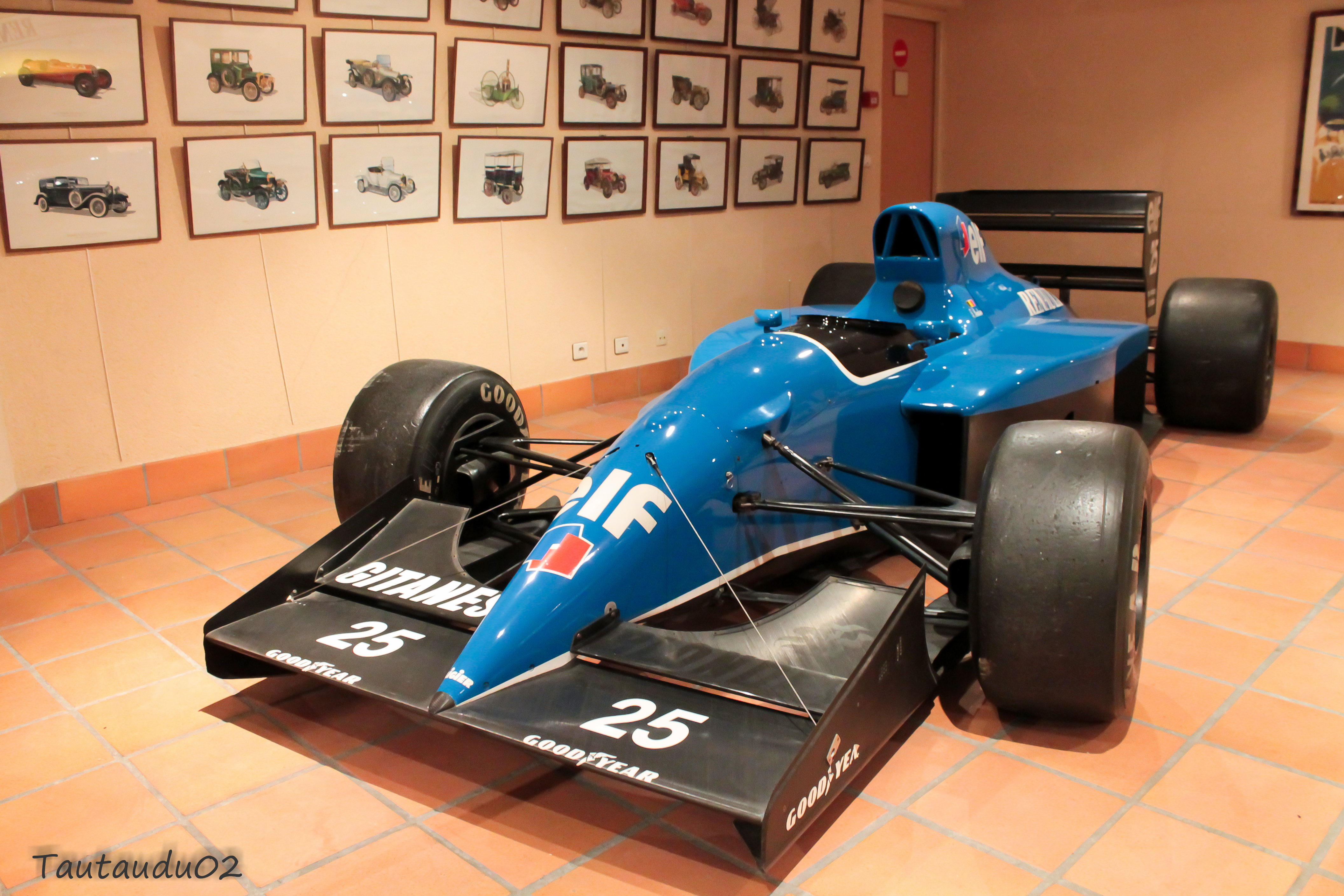
JS35 ランボルギーニ
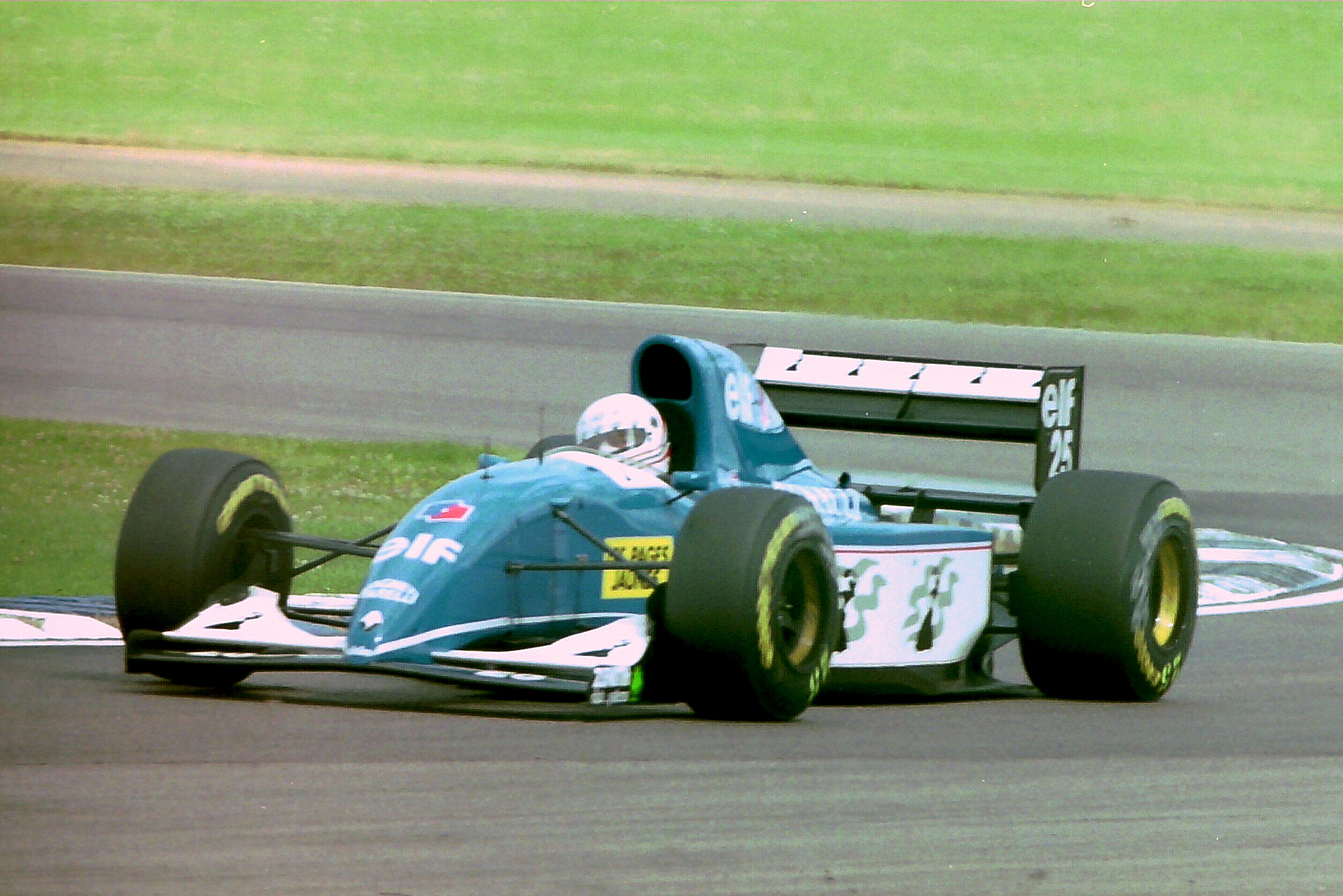
JS39 ルノー
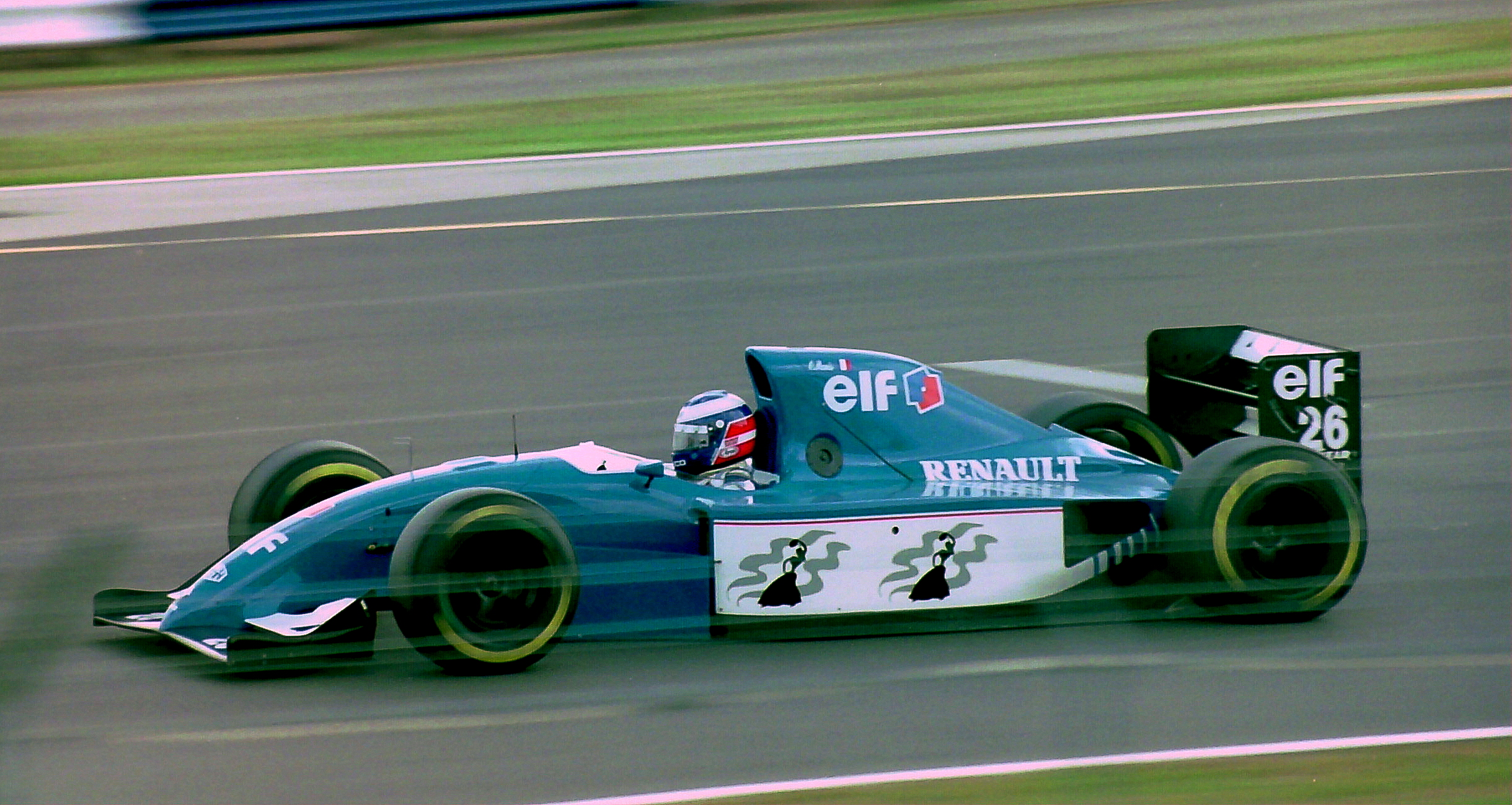
JS39B ルノー

- ハイノーズ型（1995年 - 1996年）

- JS41 無限ホンダ
- JS43 無限ホンダ

## 関連書籍
- 『激走!F1』 （スポーツ・グラフィック「ナンバー」編 文藝春秋文春文庫ビジュアル版）
- 『サンエイムック GP Car Story Special Edition 2023 Ligier』 （三栄書房）